# Комсток-Нортвест (Мічиган)
Комсток-Нортвест (англ. Comstock Northwest) — переписна місцевість (CDP) в США, в окрузі Каламазу штату Мічиган. Населення — 5562 особи (2020).

## Географія
Комсток-Нортвест розташований за координатами 42°19′17″ пн. ш. 85°31′1″ зх. д. / 42.32139° пн. ш. 85.51694° зх. д. (42.321348, -85.517045).  За даними Бюро перепису населення США в 2010 році переписна місцевість мала площу 8,24 км², з яких 8,20 км² — суходіл та 0,04 км² — водойми.

## Демографія
Згідно з переписом 2010 року, у переписній місцевості мешкало 5455 осіб у 2483 домогосподарствах у складі 1383 родин. Густота населення становила 662 особи/км².  Було 2798 помешкань (339/км²).
Расовий склад населення:
| - 81,0 % — білих - 10,6 % — чорних або афроамериканців - 3,3 % — азіатів - 0,3 % — корінних американців - 1,3 % — осіб інших рас |

До двох чи більше рас належало 3,6 %. Частка іспаномовних становила 3,2 % від усіх жителів.
За віковим діапазоном населення розподілялося таким чином: 22,3 % — особи молодші 18 років, 64,4 % — особи у віці 18—64 років, 13,3 % — особи у віці 65 років та старші. Медіана віку мешканця становила 34,7 року. На 100 осіб жіночої статі у переписній місцевості припадало 94,9 чоловіків;  на 100 жінок у віці від 18 років та старших — 90,6 чоловіків також старших 18 років.
Середній дохід на одне домашнє господарство  становив 54 029 доларів США (медіана — 49 000), а середній дохід на одну сім'ю — 70 961 долар (медіана — 61 317). За межею бідності перебувало 12,9 % осіб, у тому числі 22,6 % дітей у віці до 18 років та 6,7 % осіб у віці 65 років та старших.
Цивільне працевлаштоване населення становило 2681 осіб. Основні галузі зайнятості: освіта, охорона здоров'я та соціальна допомога — 38,2 %, виробництво — 19,4 %, науковці, спеціалісти, менеджери — 8,2 %, фінанси, страхування та нерухомість — 7,3 %.